# Almirallat Britànic
L' Almirallat britànic era un departament del govern del Regne Unit. Format per personal de la marina de guerra i personal civil, presidit pel primer "Sea lord" (Primer Lord del Mar), element no militar.
Va ser antigament el responsable de la Marina Reial Britànica. Originalment ostentat per una sola persona, el títol de Lord High Admiral, però des del segle xviii ja va ser invariablement "en comissió" i exercit pel Consell de l'Almirallat, oficialment conegut com  The Commissioners for Exercising the Office of Lord High Admiral of the United Kingdom of Great Britain and Northern Ireland, & c.  (en català: "Els caps per a l'exercici del càrrec de Lord High Admiral del Regne Unit de la Gran Bretanya i Irlanda del Nord, & c"). L'última part del nom oficial va anar variant entre Anglaterra, Gran Bretanya i Regne Unit de la Gran Bretanya i Irlanda del Nord depenent del període històric.
El 1964, les funcions de l'Almirallat van ser transferides a un nou Consell de l'Almirallat, el qual és un comitè del tripartit Consell de Defensa del Regne Unit i part del Ministeri de Defensa.